# Міжнародний день освіти
Міжнародний день освіти - щорічне свято, проголошене Організацією Об’єднаних Націй для відзначення ролі освіти для миру та розвитку,  святкують 24 січня. Вперше цей день світова спільнота відзначала у 2019 році. До цього дня визначається актуальна проблема у сфері сучасної освіти, яка розглядатеметься протягом року. Цього дня на державному рівні відбуваються заходи, покликані покращити якість та умови освіти; у навчальних закладах поширюються знання про освіту; на телебаченні транслюються  художні та документальні фільми, присвячені освіті.

## Історія заснування
3 грудня 2018 року в Брюсселі на міжнародній конференції, присвяченій проблемам сучасної освіти, було встановлено відзначати Міжнародний день освіти. Ініціатором запровадження виступила Нігерія. 58 держав-членів конференції підтримали ідею і прийняли резолюцію на підтримку яякісної рівноцінної освіти,  доступної для кожної людини незалежно від її соціального стану, національності та статі.

## Сутність свята
Міжнародний день освіти 2019 року був присвячений важливості освіти для розвитку кожної людини та світу. Гасло 2019 року - «Освіта для світу і розвитку». Якісна освіта допоможепобороти неграмотність,  викорінити бідність, отримати засоби для достойного життя.
Міжнародний день освіти 2020 року був присвячений темі освіти в інтересах людей, планети, процвітання та миру.  Гасло 2019 року - «Освіта в інтересах людей, планети, процвітання та миру». У центрі уваги - проблеми комплексного характеру освіти та способів, за допомогою яких навчання сприяє розширенню можливостей людей,  досягненню загального процвітання, збереженню планети і зміцненню миру.
Міжнародний день освіти 2021 року припав на період пандемії COVID-19, яка вплинула на навчальний процес у всьому світі. Закриття шкіл, університетів та інших закладів освіти поначилилося  на житті 1,6 млрд людей у понад 190 країнах.
Міжнародний день освіти  2022 року пройшов під гаслом "Змінюємо курс, трансформуємо освіту". Мета -  зрозуміти вплив останніх двох років на зміни в освіті, пошук інноваційних способів доступності освіти для всіх.